# Pteralopex acrodonta
Pteralopex acrodonta är en däggdjursart som beskrevs av Hill och Beckon 1978. Pteralopex acrodonta ingår i släktet Pteralopex och familjen flyghundar. Inga underarter finns listade. Ibland listas arten i ett eget släkte, Mirimiri, bland annat av IUCN.
Denna flyghund förekommer endemisk på ön Taveuni som tillhör Fiji. Arten vistas där i bergstrakter ungefär vid 1100 meter över havet. Regionen är täckt av fuktig skog. Pteralopex acrodonta väger cirka 250 gram.